# Ломбардини, Мануэль Мария
Мануэль Хосе Мария Игнасио Ломбардини де ла Торре (исп. Manuel María Lombardini; 23 июля1802, Мехико, Новая Испания — 22 декабря 1853, Мехико) — мексиканский военный, политический и государственный деятель, президент Мексики (8 февраля 1853 — 20 апреля 1853), бригадный генерал.

## Биография
Во время мексиканской войны за независимость в 12-летнем возрасте кадетом вступил в армию. После окончания войны уволился из армии, но в 1832 году вернулся на военную службу.
В 1836 году участвовал в Войне за независимость Техаса, получил чин подполковника, в 1838 году сражался против французского вторжения.
В 1847 году во время Американо-мексиканской войны стал известен в сражении при Буэна-Виста. В том же 1847 году ему было поручено командование штатом Керетаро. В 1849 году назначен командующим армией. В 1853 году в звании бригадного генерала, был назначен губернатором штата Мехико.
В 1853 году принял участие в восстании против президента Мариано Аристы. Сменивший его Хуан Баутиста Себальос недолго занимал пост президента Мексики, а затем передал власть Ломбардини в качестве временного президента.
С 8 февраля 1853 по 20 апреля 1853 год занимал пост временного президента Мексики.